# Walter Casas Napán
Walter Bernardino Casas Napán (20 de mayo de 1938-5 de octubre de 2021) fue un compositor clásico peruano.
Nació en Cañete. Estudió Educación Musical en el Conservatorio Nacional de Música del Perú (CNM) y Composición con Enrique Iturriaga y piano. Ingresó a trabajar a la Oficina de Música y Danza del departamento de promoción cultural del Instituto Nacional de Cultura, entre 1973 y 1975. Luego fue entre 1976 y 1978 secretario de la junta directiva de la asociación de profesores del Conservatorio Nacional de Música del Perú.
Fue docente del CNM, además de haber enseñado cursos de música en el Instituto Superior Tecnológico "Orson Welles", en la carrera de Ingeniería de Sonido. Ha sido también clavecinista y percusionista. También estudió Filosofía y Contabilidad. Su estilo es generalmente atonal, cromático y aleatorio.
Sus partituras se aparentan a un sonograma por indicar las notas en función del tiempo.

## Obras
- Cinco pequeños movimientos para cuatro instrumentos de viento.
- Cuarteto para oboe, clarinete, corno y fagot.
- Homenaje a Johann Sebastian Bach para flauta, clarinete y fagot.
- Fantasía para viola y piano.
- Tres piezas para clarinete solo (1970).
- Ranrahirca para voz sola (1971), luego arreglo para voz y música electrónica de Celso Garrido Lecca.
- La creación para piano (1971).
- Introducción a la marinera para órgano (flautas) y cuerdas (1973).
- Mis poemas nacen para mezzosoprano, coro masculino y piano (1973).
- Anta karana para órgano y cuerdas (1973).
- El sueño de los pueblos olvidados para mezzosoprano, coro, flauta y percusión (1975).
- Diez estudios para piano (1975).
- Los heraldos negros (César Vallejo), canción (1978).
- Simón Bolívar, solistas, coro y orquesta (1982).